# Antonio Panesso Robledo
Antonio Panesso Robledo (Sonsón, 1918- Bogotá, 19 de mayo de 2012), fue un filólogo y periodista colombiano.

## Biografía
Antonio Panesso fue profesor y filósofo de la Universidad de Antioquia, obtuvo especializaciones en la Universidad de Cambridge y la Universidad de Nottingham en literatura germánica. Comenzó su carrera periodística en 1949 en El Correo de Medellín, donde fue jefe de redacción y director. Durante ese periodo escribió comentarios para La Defensa con el seudónimo de El caballero de la tenaza. En 1949 comenzó a publicar la columna Pangloss y el lector, respondiendo preguntas a los lectores del periódico. 
Su carrera diplomática la desarrolló como embajador de Colombia ante Israel durante el gobierno de Alfonso López Michelsen, y también como embajador interino en la Organización de las Naciones Unidas.
En 1951 colaboró en un suplemento de El Tiempo, donde desarrolló su faceta de crítico literario. A partir de los sesenta colaboró en la Revista Universidad de Antioquia. Fue parte del equipo de “Los catedráticos informan”, que fue un programa radial transmitido por la emisora Voz de Antioquia durante 20 años. Escribió la sección "Temas de Nuestro Tiempo" para El Espectador, y participó en el informativo matutino de Caracol Radio, desde las 6 a. m.
Otros logros en su carrera fueron su participación en medios como RTI y The Economist, en este último como corresponsal de guerra en el Medio Oriente; e hizo parte del equipo editorial de El Tiempo como subdirector.  En 1979 publicó “Torre de marfil”, una selección de sus artículos periodísticos. 
Durante sus últimos años de vida sirvió como analista político en algunas emisiones de W Radio Colombia.

## Obras publicadas
- Tercer mundo en Ginebra  (1965)
- La espada en el arado (1975)
- Torre de marfil (1979)